# К. С. Сетумадхаван
Куруккалпадам Субрахманьям Сетумадхаван (малаял. കുരുക്കൾപ്പാടം സുബ്രഹ്മണ്യം സേതുമാധവൻ; 29 мая 1931, Палаккад, Британская Индия — 24 декабря 2021, Ченнаи) — индийский кинорежиссёр
 и сценарист, снимавший, главным образом, фильмы на малаялам, а также на хинди, телугу и тамильском языках. Лауреат 10 национальных кинопремий и 9 кинопремий штата Керала.

## Биография
Родился в 1931 году в Палаккаде. Окончил Мадрасский университет.
В 1951 году начал работать в киноиндустрии в качестве помощника режиссёра К. Рамнатха.
Позже некоторое время работал с Л. В. Прасадом (1954) и более активно с Т. Р. Сундарамом (1957) из Modern Studios. 
Как самостоятельный режиссёр дебютировал, сняв сингальский фильм Veeravijaya в 1960 году.
В следующем году снял на малаялам фильм Jnanasundari, сюжет которого был основан на рассказе Муттату Варки. Первым успехом режиссёра стал Kannum Karalum (1962), в котором свою первую детскую роль сыграл Камал Хасан. Позднее Хасан впервые появился в главной роли в его фильме Kanyakumari.
Впоследствии режиссёр снял более 60 фильмов на разных языках, включая малаялам, каннада и тамильский. В 1960-х и 1970-х годах, когда Сетумадхаван был наиболее плодовитым, многие из его фильмов были экранизациями культовых книг: Odayil Ninnu (1965) был снят по одноименному роману П. Кесавадева, Yakshi (1968) — по роману Малаяттура, Anubhavangal Paalichakal (1971) — по роману Тхакази, Aranazhika Neram (1970) и Panitheeratha Veedu (1973) — по романам Параппуратта.
Режиссёр также снимал фильмы по литературным произведениям Уруба, Топпила Бхаси, К. Т. Мухаммеда и С. Радхакришнана.
Ещё одним знаменитым фильмом Сетумадхавана стал Chattakkari (1974) по роману Паммана, рассказывающий историю англо-индийской женщины, влюбившейся в индуса. Через год режиссёр переснял его на хинди под названием «Джули».
Все его фильмы рассказывали о людях, попавших в водоворот желания, и раскрывали обратную сторону малаяльской семьи и общества. Одной неизменной темой была любовь во всех ее проявлениях.
Его последней работой на малаялам был фильм Venal Kinavukal 1991 года о жизни четырех подростков по сценарию М. Т. Васудевана Наяра.
На тамильском языке его последним фильмом стал Nammavar (1994) с Камалом Хаасаном, Нагешем и Гаутами в главных ролях.
Режиссёр скончался утром 24 декабря 2021 года в своем доме в Ченнаи.
У него остались жена Валсала, сыновья Сонукумар и Сантош и дочь Ума.